# Cécile Nowak
Cécile Nowak (ur. 22 kwietnia 1967 w Valenciennes) – francuska judoczka. Złota medalistka olimpijska z Barcelony.
Walczyła w kategoriach do 48 i 52 kilogramów. Największy sukces odniosła na igrzyskach w Barcelonie, zwyciężając w niższej z tych wag. Była mistrzynią świata (1991) i brązową medalistką tej imprezy (1989 i 1993) oraz medalistką mistrzostw Europy (złoto w latach 1990-1992). Zostawała mistrzynią Francji. Triumfatorka akademickich MŚ w 1986. Startowała w Pucharze Świata w latach 1989–1993 i 1995 roku.